# Tanci z zirkamy
Tanci z zirkamy (ukr. Танці з зірками) – ukraiński program rozrywkowy nadawany przez telewizję 1+1 w latach 2006–2008 i od 2017, a w 2011 przez STB. Program produkowany jest na podstawie formatu Dancing with the Stars na licencji BBC Worldwide.

## Zasady programu
W programie biorą udział pary złożone z gwiazdy oraz zawodowego tancerza towarzyskiego, które w każdym odcinku prezentują przygotowany taniec, oceniany przez półprofesjonalną komisję jurorską, w skali ocen od 1 do 10. Oprócz punktów przyznanych przez sędziów, o końcowej klasyfikacji decydują telewidzowie poprzez głosowanie telefonicznie oraz SMS-owe. Najlepiej oceniona w rankingu jurorów lub telewidzów para otrzymuje maksymalną liczbę punktów (np. przy udziale 10 par jest to 10 punktów), kolejna para otrzymuje jeden punkt mniej itd., a para znajdująca się na ostatnim miejscu rankingu otrzymuje 1 punkt. O ostatecznym wyniku odcinka decyduje suma otrzymanych punktów z obu rankingów, a para z najmniejszą liczbą punktów odpada z programu.

## Ekipa
1+1

### Prowadzący
| Prowadzący         | Edycja | Edycja | Edycja | Edycja | Edycja | Edycja | Edycja | Edycja |
| Prowadzący         | 1      | 2      | 3      | 4      | 5      | 6      | 7      | 8      |
| ------------------ | ------ | ------ | ------ | ------ | ------ | ------ | ------ | ------ |
| Jurij Horbunow     | ●      | ●      | ●      | ●      | ●      | ●      | ●      | ●      |
| Iwanna Onafrijczuk |        |        |        |        |        |        |        | ●      |
| Tina Karol         | ●      | ●      | ●      | ●      | ●      | ●      | ●      |        |

### Jurorzy
| Jurorzy              | Edycja | Edycja | Edycja | Edycja | Edycja | Edycja | Edycja | Edycja |
| Jurorzy              | 1      | 2      | 3      | 4      | 5      | 6      | 7      | 8      |
| -------------------- | ------ | ------ | ------ | ------ | ------ | ------ | ------ | ------ |
| Kateryna Kuchar      |        |        |        | ●      | ●      | ●      | ●      | ●      |
| Władysław Jama       |        |        |        | ●      | ●      | ●      | ●      | ●      |
| Maksym Czmerkowski   |        |        |        |        |        |        |        | ●      |
| Ola Polakowa         |        |        |        |        |        |        |        | ●      |
| Hryhorij Czapkis     | ●      | ●      | ●      |        |        | ●      | ●      |        |
| Francisco Gomez      |        |        |        |        |        |        | ●      |        |
| Monatik              |        |        |        | ●      | ●      | ●      | ●      |        |
| Ihor Łastoczkin      |        |        |        |        |        |        | ●      |        |
| Nadija Dorofejewa    |        |        |        |        |        |        | ●      |        |
| Lesia Nikitiuk       |        |        |        |        |        |        | ●      |        |
| Jurij Tkacz          |        |        |        |        |        |        | ●      |        |
| Irakli Makacarija    |        |        |        |        |        |        | ●      |        |
| Wierka Serdiuczka    |        |        |        |        |        |        | ●      |        |
| Marija Jefrosynina   |        |        |        |        |        |        | ●      |        |
| Natalija Mohyłewśka  |        |        |        |        |        |        | ●      |        |
| Ksenija Miszyna      |        |        |        |        |        |        | ●      |        |
| Pawło Wiszniakow     |        |        |        |        |        |        | ●      |        |
| Greg Czapkis         |        |        |        |        |        |        | ●      |        |
| Ołena Szoptenko      |        |        |        |        | ●      |        |        |        |
| Wołodymyr Zełenski   |        |        |        |        | ●      |        |        |        |
| Wadym Jelizarow      | ●      | ●      |        |        |        |        |        |        |
| Olena Koladenko      | ●      | ●      | ●      |        |        |        |        |        |
| Oleksij Łytwynow     | ●      | ●      |        |        |        |        |        |        |
| Władysław Borodinow  |        |        | ●      |        |        |        |        |        |
| Michał Malitowski    |        |        | ●      |        |        |        |        |        |
| Andrea Placidi       |        |        | ●      |        |        |        |        |        |
| Nikoloz Ciskaridze   |        |        | ●      |        |        |        |        |        |
| Anatolij Trywicki    |        |        | ●      |        |        |        |        |        |
| Mikaela Krupiczkowa  |        |        | ●      |        |        |        |        |        |
| Siergiej Surkow      |        |        | ●      |        |        |        |        |        |
| Jerio Bratte         |        |        | ●      |        |        |        |        |        |
| Agnieszka Melnicka   |        |        | ●      |        |        |        |        |        |
| Leonid Pletnew       |        |        | ●      |        |        |        |        |        |
| Richard Porter       |        |        | ●      |        |        |        |        |        |
| Siergiej Rupin       |        |        | ●      |        |        |        |        |        |
| George Wyszegorodcew |        |        | ●      |        |        |        |        |        |
| Edyta Herbuś         |        |        | ●      |        |        |        |        |        |
| Irina Deriugina      |        |        | ●      |        |        |        |        |        |
| Robert Rowiński      |        |        | ●      |        |        |        |        |        |
| Dmitry Timochin      |        |        | ●      |        |        |        |        |        |
| Rashid Malki         |        |        | ●      |        |        |        |        |        |
| Aleksiej Belijajew   |        |        | ●      |        |        |        |        |        |
| Stanisław Popow      |        |        | ●      |        |        |        |        |        |

Ekipa (STB)
| Prowadzący          |
| ------------------- |
| Dmitro Tankowicz    |
| Irina Worisiuk      |
| Jurorzy             |
| Radu Poklitaru      |
| Tetiana Denisowa    |
| Jakko Tojwonen      |
| Natalija Mohyłewśka |

## Uczestnicy (1+1)

### Pierwsza edycja (2006)
Emisja pierwszej edycji programu rozpoczęła się 8 października 2006. Finał programu został rozegrany 26 listopada.
| Miejsce | Gwiazda             | Mistrz tańca     |
| ------- | ------------------- | ---------------- |
| 1.      | Wołodymyr Zełenski  | Ołena Szoptenko  |
| 2.      | Natalija Mohyłewśka | Władysław Jama   |
| 3.      | Rusłana Pysanka     | Mykoła Kowalenko |
| 4.      | Olha Sumśka         | Ihor Bondarenko  |
| 5.      | Nadija Mejcher      | Igor Jarjomenko  |
| 6.      | Witalij Kozłowski   | Ksenija Horb     |
| 7.      | Ostap Stupka        | Darja Dowhalowa  |
| 8.      | Anatolij Borsiuk    | Iłona Klesznina  |

### Druga edycja (2007)
Emisja drugiej edycji programu rozpoczęła się 10 marca 2007. Finał programu został rozegrany 28 kwietnia.
| Miejsce | Gwiazda              | Mistrz tańca         |
| ------- | -------------------- | -------------------- |
| 1.      | Lilia Podkopajewa    | Serhij Kostećkij     |
| 2.      | Ołeh Skrypka         | Jełyzaweta Drużynina |
| 3.      | Jewhen Koszowyj      | Kateryna Tryszyna    |
| 4.      | Maksym Nelipa        | Hanna Pełypenko      |
| 5.      | Iryna Biłyk          | Dmytro Dikusar       |
| 6.      | Switłana Łoboda      | Andrij Matwijenko    |
| 7.      | Sniżana Jehorowa     | Maksym Bułhakow      |
| 8.      | Ołeksandr Ponomariow | Polina Komysowa      |

### Trzecia edycja (2007)
Emisja trzeciej edycji programu rozpoczęła się 14 października 2007. Finał programu został rozegrany 2 grudnia.
Trzeci sezon nosił podtytuł Tanci z zirkamy – Liha czempioniw. W programie uczestniczyły pary, które brały udział w dwóch poprzednich edycjach, a także uczestnicy zagranicznych wersji konkursu. Program był transmitowany w 16 krajach na świecie.
| Miejsce | Gwiazda             | Mistrz tańca            |
| ------- | ------------------- | ----------------------- |
| 1.      | Marcin Mroczek      | Hanna Pełypenko         |
| 2.      | Natalija Mohyłewśka | Władysław Jama          |
| 3.      | Lilia Podkopajewa   | Kyryło Chitrow          |
| 4.      | Natasza Korolowa    | Jewgienij Papunaiszwili |
| 5.      | Pamela Camassa      | Angelo Madonia          |
| 6.      | Witalij Kozłowski   | Ksenija Horb            |
| 7.      | Maksym Nelipa       | Ołena Szoptenko         |
| 8.      | Manuel Ortega       | Julija Okropirydze      |

### Czwarta edycja (2017)
Edycja nosiła podtytuł Tanci z zirkamy – powernennia lehendy. Emisja programu rozpoczęła się 27 sierpnia 2017, jego finał rozegrano 29 października 2017.
| Miejsce | Gwiazda             | Mistrz tańca          |
| ------- | ------------------- | --------------------- |
| 1.      | Natalija Mohyłewśka | Ihor Kuźmenko         |
| 2.      | Nadija Dorofejewa   | Jewhenij Kot          |
| 3.      | Achtem Seitabłajew  | Ołena Szoptenko       |
| 4.      | Jurij Tkacz         | Iłona Hwozdiowa       |
| 5.      | Serhij Babkin       | Sniżana Babkina       |
| 6.      | Dmytro Komarow      | Ołeksandra Kuczerenko |
| 7.      | Kamalija            | Dmitro Żuk            |
| 8.      | Ola Polakowa        | Stepan Misurka        |
| 9.      | Natalia Cholodenko  | Witalij Zahorujko     |
| 10.     | Ołeksandr Skiczko   | Anna Pałamarczuk      |

### Piąta edycja (2018)
Emisja piątej edycji transmitowanej przez 1+1 rozpoczęła się 26 sierpnia 2018. Finał programu odbył się 25 listopada.
| Miejsce | Gwiazda           | Mistrz tańca        |
| ------- | ----------------- | ------------------- |
| 1.      | Ihor Łastoczkin   | Iłona Hwozdiowa     |
| 2.      | Lesia Nikitiuk    | Maksim Jeżow        |
| 3.      | Irakli Makacarija | Jana Zajec          |
| 4.      | Pawło Wiszniakow  | Julija Sachniewicz  |
| 5.      | Michelle Andrade  | Jewhenij Kot        |
| 6.      | Denys Berinczyk   | Katerina Bieliawska |
| 7.      | Rusłan Seniczkin  | Jana Cybulska       |
| 8.      | Oksana Marczenko  | Dmitry Chaplin      |
| 9.      | Anita Łucenko     | Aleksandr Prochorow |
| 10.     | Masza Jefrosynina | Maks Leonow         |
| 11.     | Мykoła Tyszczenko | Anastasija Kumiejko |
| 12.     | Pawło Zibrow      | Marija Szmeliowa    |
| 13.     | Złata Ogniewicz   | Dmitro Żuk          |
| –       | Sława Kamińska    | Ihor Kuźmenko       |

### Szósta edycja (2019)
Emisja szóstej edycji transmitowanej przez 1+1 rozpoczęła się 25 sierpnia 2019. Finał sezonu odbył się 24 listopada.
| Miejsce | Celebryta           | Mistrz tańca           |
| ------- | ------------------- | ---------------------- |
| 1.      | Ksenija Miszyna     | Jewhen Kot             |
| 2.      | Hanna Rizatdinowa   | Ołeksandr Prochorow    |
| 3.      | Wiktorija Bulitko   | Dmytro Dikusar         |
| 4.      | Wołodymyr Ostapczuk | Iłona Hwozdiowa        |
| 5.      | Ołena Kraweć        | Maksym Łeonow          |
| 6.      | Alaksiej Jarawienka | Ołena Szoptenko        |
| 7.      | Daniel Salem        | Julija Sachnewycz      |
| 8.      | Ludmyła Barbir      | Dmytro Żuk             |
| 9.      | Mychajło Kukujuk    | Jełyzaweta Drużynina   |
| 10.     | Dzidzio             | Jana Cybulska          |
| 11.     | Maruv               | Jewhen Dmytrenko „Jay” |
| 12.     | Nadeżda Matweewa    | Wałerij Szokin         |
| 13.     | Sierioha            | Adelina Deli           |
| 14.     | Tayanna             | Ihor Kuźmenko          |

### Siódma edycja (2020)
Emisja siódmej edycji transmitowanej przez 1+1 rozpoczęła się w sierpniu 2020.
| Miejsce | Celebryta         | Mistrz tańca      |
| ------- | ----------------- | ----------------- |
| 1.      | Santa Dimopulos   | Maksym Łeonow     |
| 2.      | Julija Sanina     | Dmytro Żuk        |
| 3.      | Nadija Mejcher    | Kyryll Wasiuk     |
| 4.      | Serhij Melnyk     | Adelina Deli      |
| 5.      | Serhij Tanczyneć  | Jana Cybulska     |
| 6.      | Olha Freimut      | Ilja Padzina      |
| 7.      | Darja Petrożyćka  | Ihor Hełunenko    |
| 8.      | Positiff          | Julia Sachniewicz |
| 9.      | Taras Cymbaluk    | Jana Zajec        |
| 10.     | Ołeh Wynnyk       | Ołena Szoptenko   |
| 11.     | Aram Arzumanian   | Antonina Rudenko  |
| 12.     | Alyona Alyona     | Jurij Hurycz      |
| 13.     | Sława Kamińska    | Dmytro Dikusar    |
| 14.     | Dmitrij Tankowicz | Iłona Hwozdiowa   |

### Ósma edycja (2021)
Emisja ósmej edycji transmitowanej przez 1+1 rozpocznie się jesienią 2021.
| Miejsce | Celebryta             | Mistrz tańca        |
| ------- | --------------------- | ------------------- |
| 1.      | Artur Łohaj           | Anna Karelina       |
| 2.      | Olha Charłan          | Dmytro Dikusar      |
| 3.      | Konstantin Wojtenko   | Roksolana Malanczuk |
| 4.      | Dmytro Kadnaj         | Alina Lee           |
| 5.      | Oleksandra Zaricka    | Jurij Meszkow       |
| 6.      | Mélovin               | Jełyzaweta Rusina   |
| 7.      | Jewhenija Własowa     | Maks Leonow         |
| 8.      | Stanisław Horuna      | Daniella Preap      |
| 9.      | Dżamała               | Anton Nesterko      |
| 10.     | Lida Lee              | Ołeksij Bazela      |
| 11.     | Fagot (śpiewak)       | Kateryna Tryszyna   |
| 12.     | Ołeksij Surowcew      | Marija Kolosowa     |
| 13.     | Ołeksandra Maszlatina | Denys Samson        |
| 14.     | Iwan Ljulenow         | Jana Cybulska       |

## Uczestnicy (STB)

### Pierwsza edycja (2011)
Emisja pierwszej edycji programu transmitowanej przez STB rozpoczęła się 14 października 2007. Finał programu został rozegrany 2 grudnia.
| Miejsce | Gwiazda               | Mistrz tańca       |
| ------- | --------------------- | ------------------ |
| 1.      | Stas Szurins          | Ołena Pul          |
| 2.      | Lilija Rebryk         | Andrij Dykyj       |
| 3.      | Wołodymyr Tkaczenko   | Iryna Łeszczenko   |
| 4.      | Natalia Boczkariowa   | Jewhen Kariakin    |
| 5.      | Siergiej Sosiedow     | Аnna Olefirenko    |
| 6.      | Ołeksandr Krywoszapko | Iłona Hwozdowa     |
| 7.      | Wadym Andrejew        | Hałyna Piecha      |
| 8.      | Anfisa Czechowa       | Witalij Zahorujko  |
| 9.      | Mikita Dżygurda       | Julija Sachnewycz  |
| 10.     | Jelena Korikowa       | Anton Kiba         |
| 11.     | Borys Barśkyj         | Inna Mazurenko     |
| 12.     | Wałerij Jurczenko     | Kateryna Kariakina |
| 13.     | Tatjana Dogilewa      | Pawło Oreł         |
| 14.     | Anna Posławśka        | Anton Rybalczenko  |